# Arachnodes manaitrai
Arachnodes manaitrai là một loài bọ cánh cứng trong họ Bọ hung (Scarabaeidae).